# Institución Libre de Enseñanza

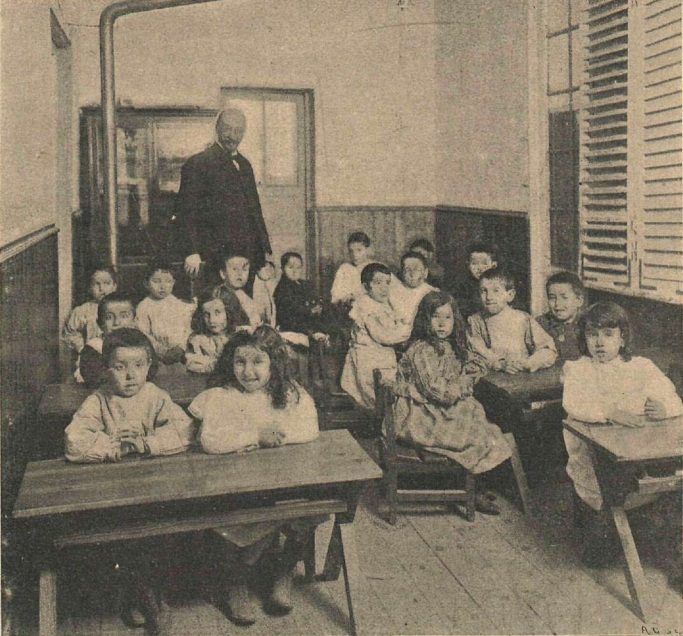
Lärosal, 1903

La Institución Libre de Enseñanza eller ILE var en pedagogisk skolutbildning som utvecklades i Spanien under mer än ett halvt sekel. (1876-1939). Den inspirerades av den krausistiska filosofi som introducerades vid Universidad Central de Madrid av Julián Sanz del Río, och hade en viktig inverkan på den spanska nationens intellektuella liv, för vilken den hade en grundläggande roll i förnyelsen.
År 1876 invigde Laureano Figuerola, institutionens första president, Asociación de la Institución Libre de Enseñanza och tillsammans med en grupp professorer (Francisco Giner de los Ríos, Gumersindo de Azcárate, Teodoro Sainz Rueda och Nicolás Salmerón, bland andra) lämnade de Universidad Central de Madrid för att försvarade sin akademisk frihet och vägrade att anpassa sina läror till någon officiell dogm i religiösa, politiska eller moraliska frågor. De fortsätta sitt utbildningsarbete avskilda från den statliga utbildningen genom att skapa en privat sekulär utbildningsanstalt, la Institución Libre de Enseñanza (ILE), som först började med universitetsutbildning och sedan utvidgades till primär- och sekundärutbildning.
Projektet stöddes av intellektuella personer som Joaquín Costa, Leopoldo Alas (Clarín), José Ortega y Gasset, Gregorio Marañón, Ramón Menéndez Pidal, Antonio Machado, Joaquín Sorolla, Augusto González de Linares, Claudia Benito, Santiago Ramón y Cajal och Federico Rubio, bland andra personligheter som engagerade sig i utbildnings- och kulturfrågor och social förnyelse.
Francodiktaturen uppfattade ILE som ett odjur inom utbildningen och hånade institutionen för sitt pedanteri och sina barbarismer och gjorde den ansvarig för att ur många lärares hjärtan ha slitit ur all känsla av kristen fromhet och kärlek till det grandiosa spanska hemlandet, dess unika ideal vilka kan göra lärararbetet fruktbart.